# Nigel Rogers
Nigel David Rogers (Telford and Wrekin, 21 marzo 1935 – 19 gennaio 2022) è stato un tenore, direttore di coro e insegnante inglese.

## Biografia
Nato nello Shropshire, in Inghilterra, studiò al King's College di Cambridge dal 1953 al 1956, quindi a Roma nel 1957 ed a Milano dal 1958 al 1959, e infine con Gerhard Hüsch all'Accademia di musica (Hochschule für Musik) di Monaco di Baviera dal 1959 al 1961.
Dal 1978 fu insegnante di canto al Royal College of Music di Londra.
Nel 1979 fondò l'ensemble vocale Chiaroscuro per l'esecuzione della musica italiana del Medioevo e del Rinascimento.